# ヘレン・マディソン
ヘレン・マディソン（英: Helene Madison、1913年6月19日 - 1970年11月27日）は、アメリカ合衆国の競泳選手。
ウィスコンシン州マディソン生まれ。1930年から1931年にかけての16ヶ月で、16の世界記録を打ち破った。それゆえ、3つの金メダルを獲得した1932年ロサンゼルスオリンピックでの姿は“The Human Fish”や“The Warrior's Husband”などの題で映画化されるほど注目されたが、次の1936年ベルリンオリンピックへの出場は許されなかった。引退後は水泳のインストラクターやデパート店員、看護師など仕事を転々とし、3回の離婚を経験、1970年にワシントン州シアトルで喉頭がんのため亡くなった。
1992年にアメリカオリンピック栄誉の殿堂入りした。